# Evangelische Stadtkirche (Hungen)

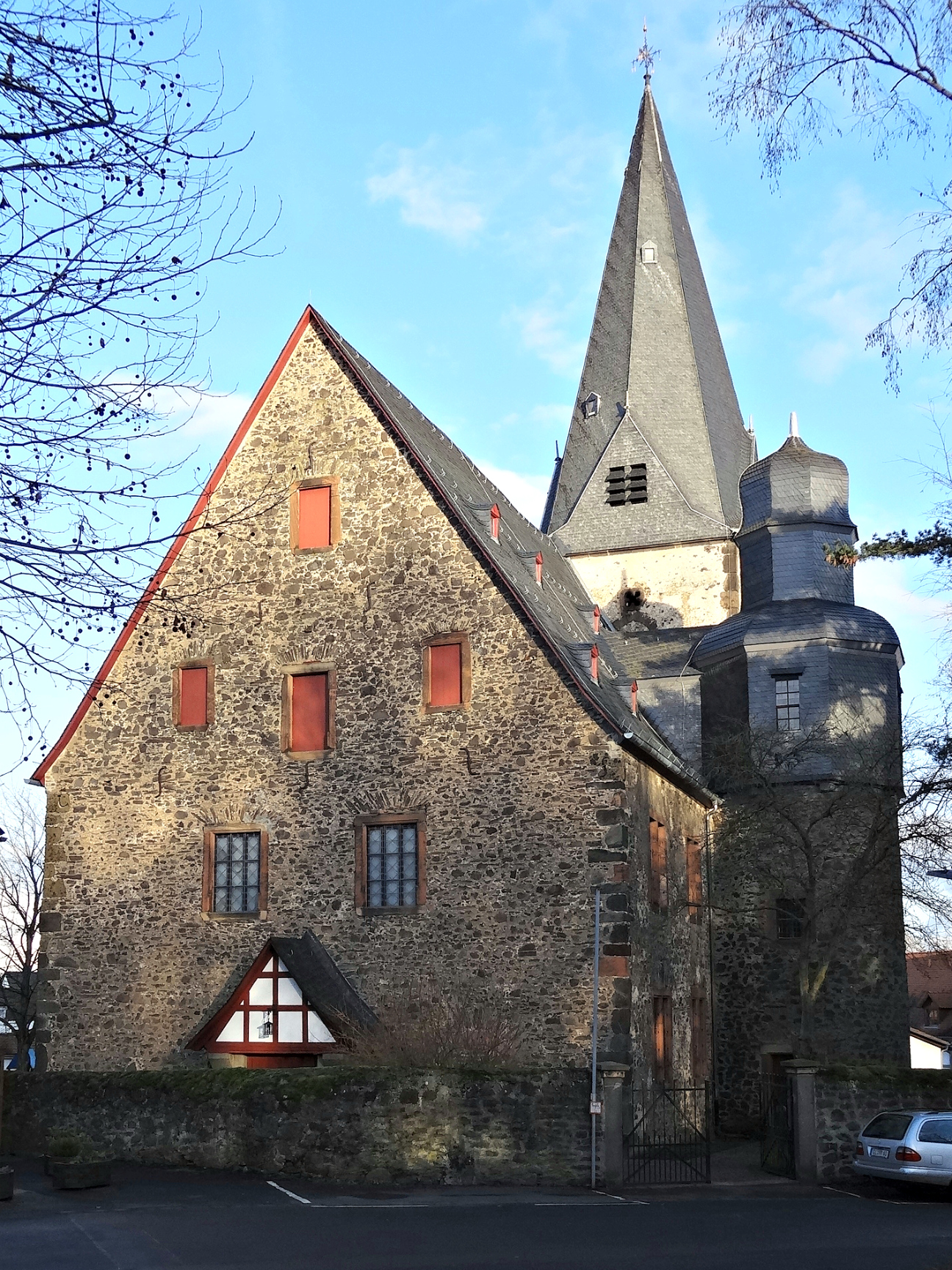
Stadtkirche von Südwesten, südlicher Treppenturm am Kirchenschiff

Die Evangelische Stadtkirche in Hungen, Landkreis Gießen in Hessen, ist eine reformierte Predigtkirche, die in den ältesten Teilen auf das 12. Jahrhundert zurückgeht und 1608 vollendet wurde. Sie besteht aus vier Baukörpern und vereint Baustile von der Romanik bis zur Renaissance. Der untere Turmschaft stammt aus dem 12. Jahrhundert und erhielt in der Mitte des 13. Jahrhunderts die Obergeschosse. Der spätgotische Chor entstand zwischen 1514 und 1518, das Kirchenschiff im Stil der Renaissance zwischen 1596 und 1608. Eine Welsche Haube bekrönt das Wendeltreppenhaus („Schneckenturm“) an der Südseite. Das Gebäude lehnt sich an die Schlossarchitektur um 1600 an. Im Jahr 1907 wurde die Sakristei an der Nordseite angebaut; ansonsten blieb der bauliche Zustand seit 1608 unverändert. Der Innenraum wird von einer Stuckdecke, umlaufenden Emporen und einer steinernen Kanzel beherrscht. Die Kirche ist das älteste Gebäude der Stadt, prägt ihr Bild und ist hessisches Kulturdenkmal.

## Geschichte

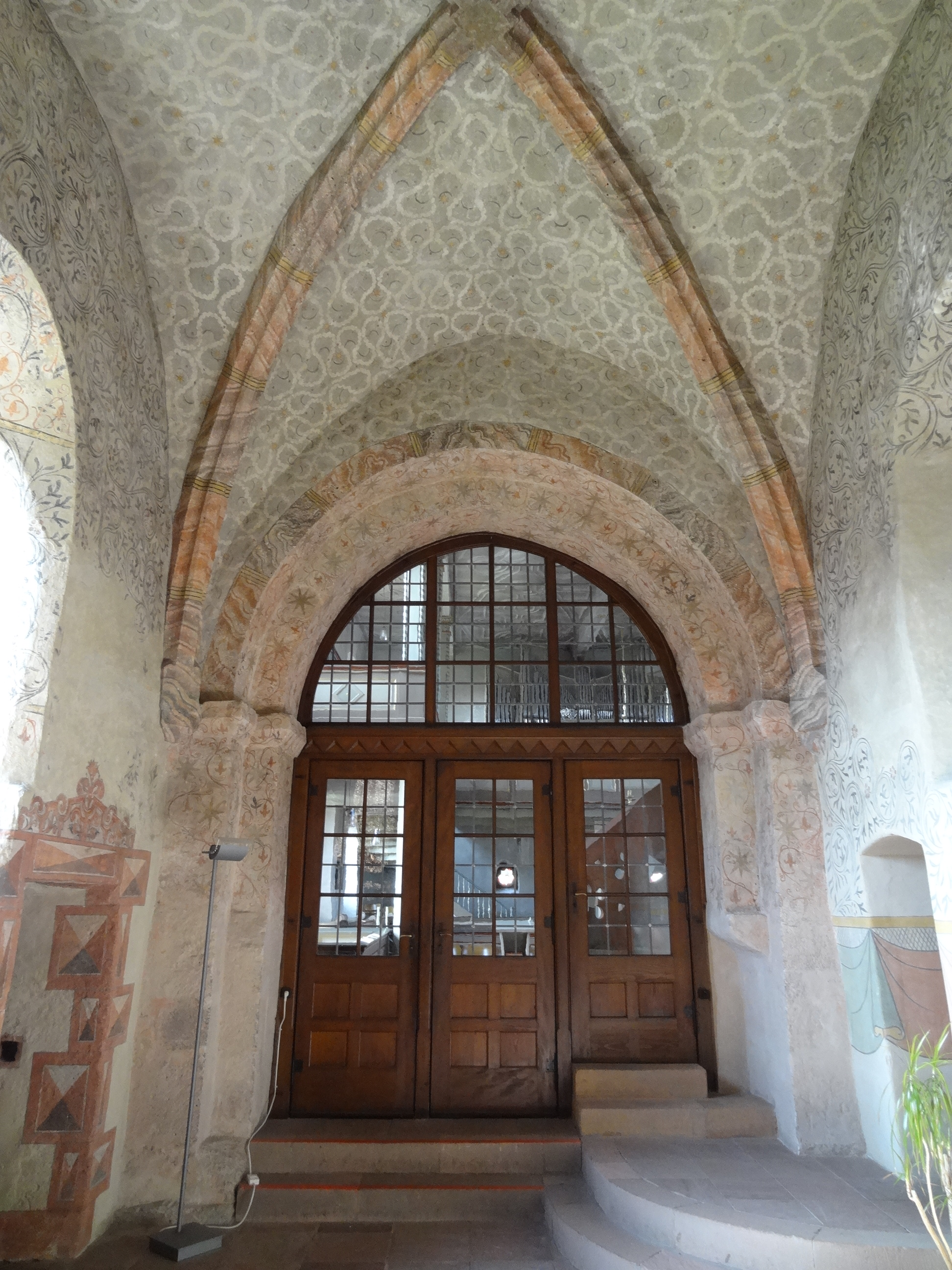
Turmhalle

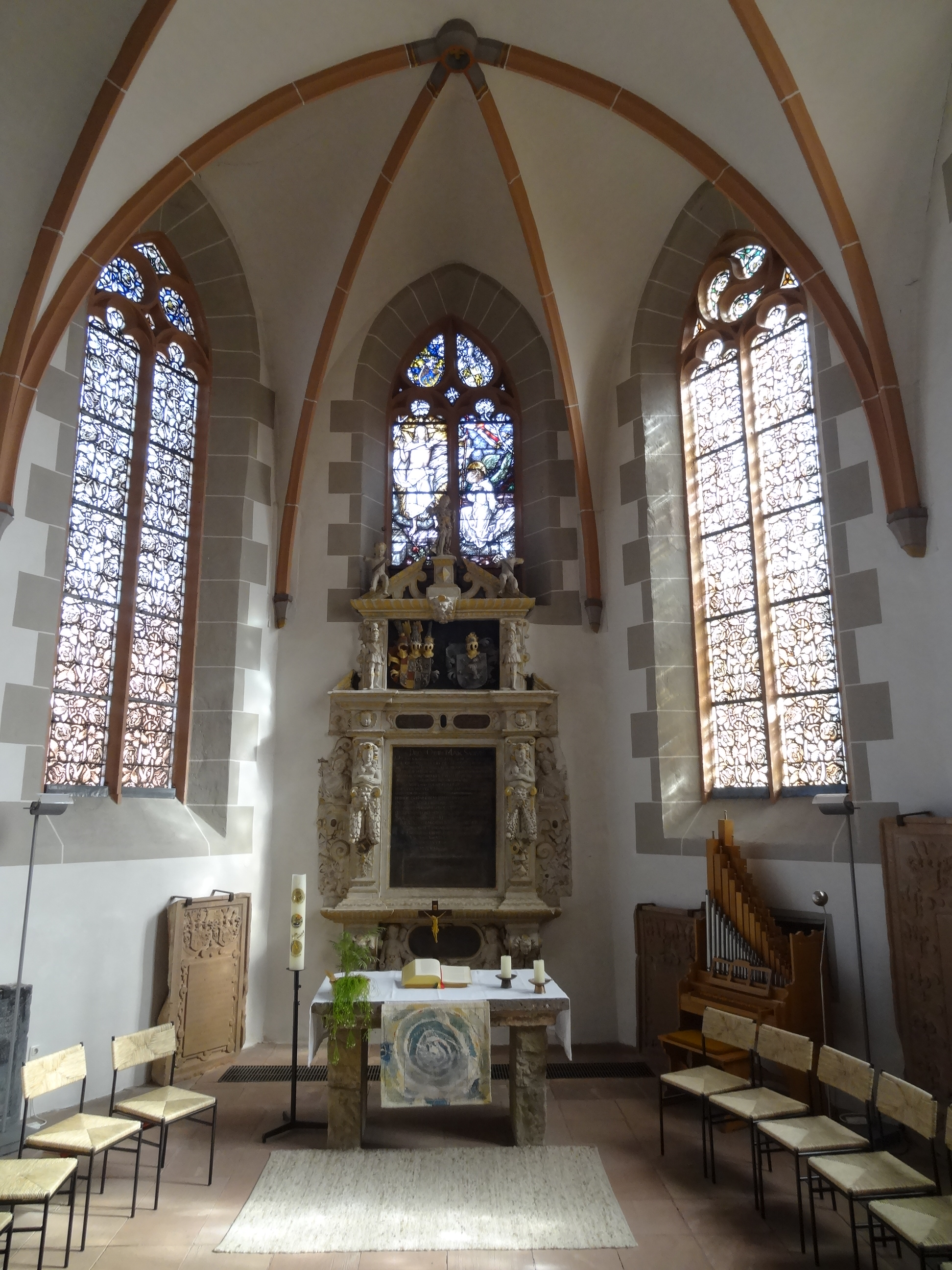
Chorkapelle mit Epitaph

Die Hungener Kirche wurde erstmals in einer Urkunde des Jahres 1286 erwähnt, von einem Priester war bereits 1183 die Rede, was die Existenz einer Kirche voraussetzt. Die Kirche war zunächst dem heiligen Wigbert geweiht, später der Gottesmutter Maria. Ende des 12. Jahrhunderts wurden der untere Teil des Turms und ein Kirchenschiff errichtet, die oberen Turmgeschosse Mitte des 13. Jahrhunderts. In der alten Kirche standen drei Altäre, die 1382 der Jungfrau Maria und 1405 der heiligen Katharina und dem heiligen Sebastian geweiht waren. Die ursprüngliche östliche Apsis aus romanischer Zeit bestand bis 1514 und wich dem heutigen Chor, der 1518 fertiggestellt wurde. In diese Zeit fiel auch die Errichtung des spätmittelalterlichen Spitzhelms.
In kirchlicher Hinsicht gehörte Hungen im ausgehenden Mittelalter zum Archidiakonat St. Maria ad Gradus in der Erzdiözese Mainz und war eine Sendkirche. Mit Einführung der Reformation wechselte die Stadt zum lutherischen, 1582 zum reformierten Bekenntnis. Erster evangelischer Pfarrer wurde 1549 Johannes Wagner.
Das nach der Reformation verwahrloste und baufällige Kirchenschiff, nach einem Schreiben des Grafen Konrad von Solms-Braunfels vom 15. Januar 1591 „wie ein Sewstall gehalten“, wurde 1596 abgerissen und durch ein größeres ersetzt, das 1608 vollendet wurde. In den Chor wurde eine Gruft eingebaut. Die Stadtkirche war die erste evangelische Steinkirche in Oberhessen. Für den damaligen Kirchenbau stellte das schlossartige Gebäude etwas völlig Neues dar: ein gestauchtes Rechteck als Grundriss, ein zweigeschossiger Aufriss und ein südlicher Rundturm. Die Stadtkirche diente im 17. und 18. Jahrhundert zahlreichen protestantischen Kirchenbauten der näheren Umgebung als Vorbild, beispielsweise der Heiliggeistkirche in Nidda.
Im Jahr 1670 stürzte der Spitzhelm ein und wurde erneuert. Eine 1906/07 an die Nordseite des Turms angebaute Sakristei war nach dem damaligen Bericht des Pfarramts Hungen „in häßlichster Weise in den Turm hineingebaut“. Eine Zentralheizung fand im Kellerraum der Sakristei ihren Platz. Im Zuge dieser Renovierung wurden der Chor wieder überwölbt und in den Chorfenstern das fehlende Maßwerk eingesetzt. Fritz Geiges gestaltete die Bleiglasfenster. Morsches Holz im Glockenstuhl wurde 1921 erneuert und der Turm neu eingeschiefert. Eine Innenrenovierung erfolgte 1953 und eine Turmsanierung mit Reparatur und Vergoldung des Wetterhahns 1960. Zwischen 1981 und 1983 wurde der Innenraum des Kirchenschiffs umfassend renoviert und die alte Fassung wiederhergestellt. Von 1995 bis 1999 folgte eine Außensanierung und von 2001 bis 2003 eine Renovierung von Turmuntergeschoss und Chorkapelle. 2014 wurde das Kirchendach saniert und neu eingedeckt.
Die Kirchengemeinde umfasst 2400 Mitglieder aus der Kernstadt Hungen. Sie gehört zum Evangelischen Dekanat Gießener Land in der Propstei Oberhessen in der Evangelischen Kirche in Hessen und Nassau und wird von anderthalb Pfarrstellen versorgt. Der reformiert geprägte Gottesdienst nahm nach dem Zweiten Weltkrieg lutherische Einflüsse auf. Die Kirche ist tagsüber verlässlich geöffnet; die Chorkapelle wird als Raum der Stille genutzt. Neben der Kirche stehen ein Gemeindehaus und ein Pfarrhaus mit Gemeindebüro.

## Architektur

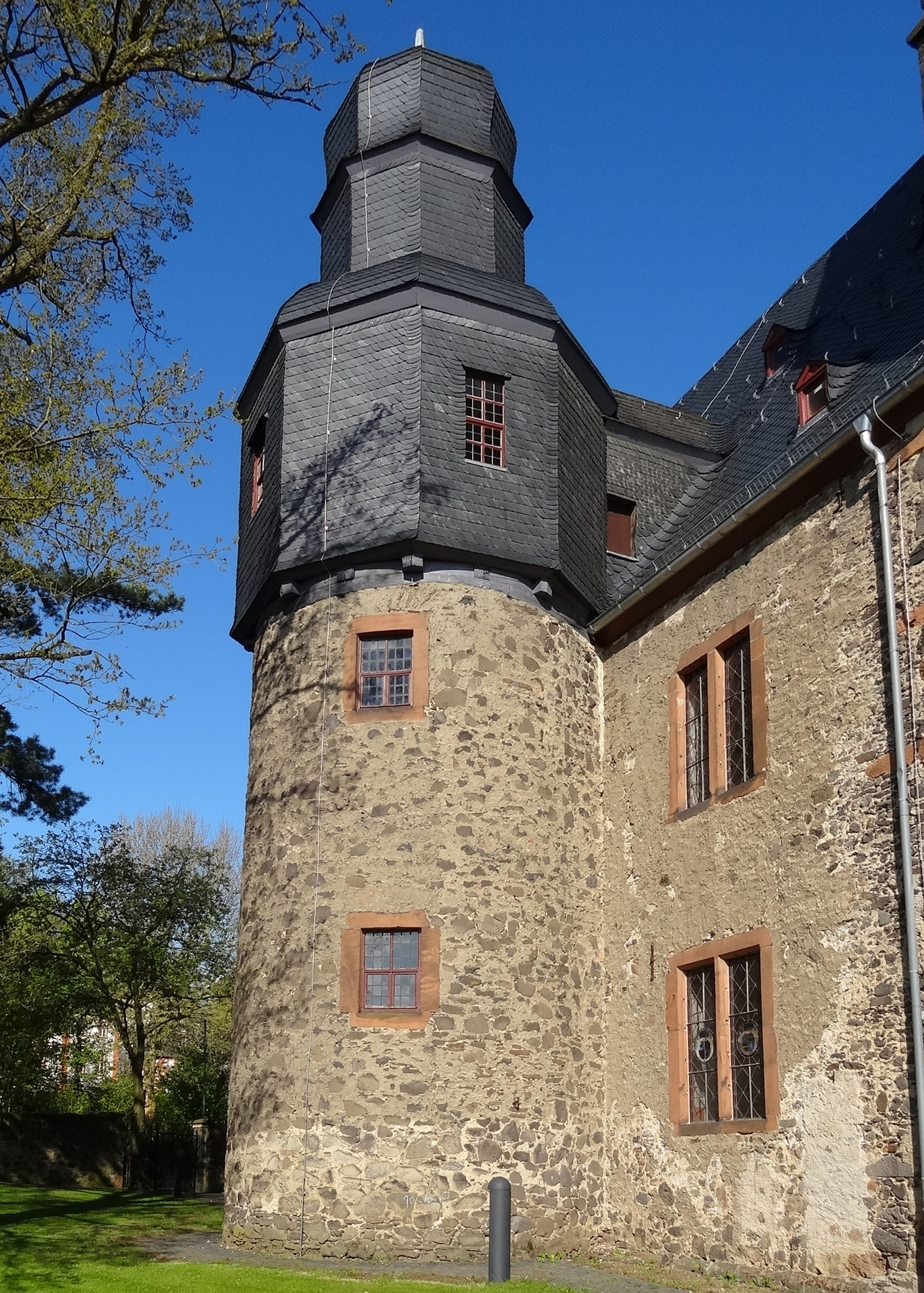
Der südliche Rundturm dient als Aufstieg zur Empore

Grundriss der Stadtkirche: Turm des 12. Jh. (blau), Chor von 1518 (rot), Langschiff von 1608 (lila)

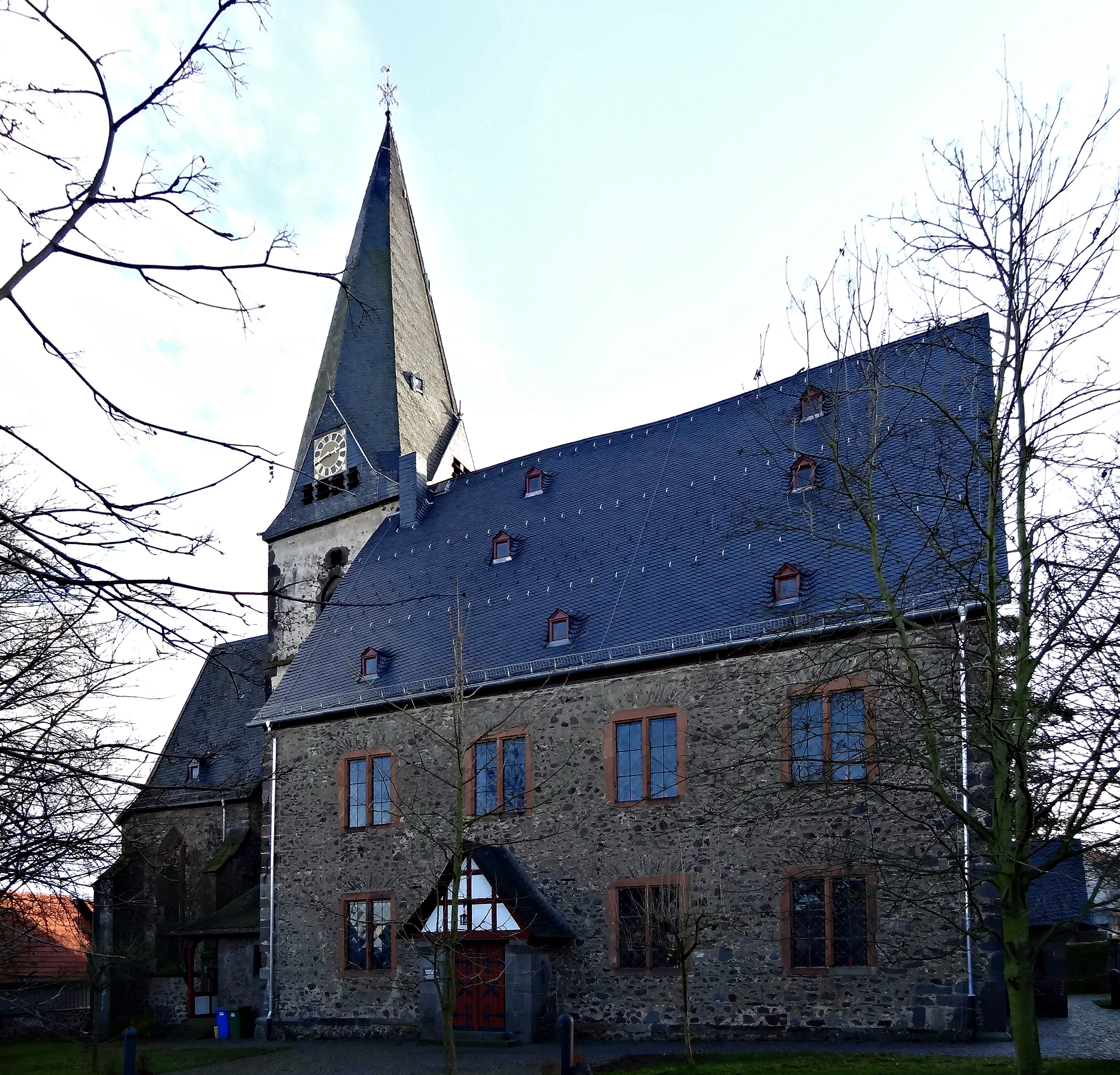
Nordseite

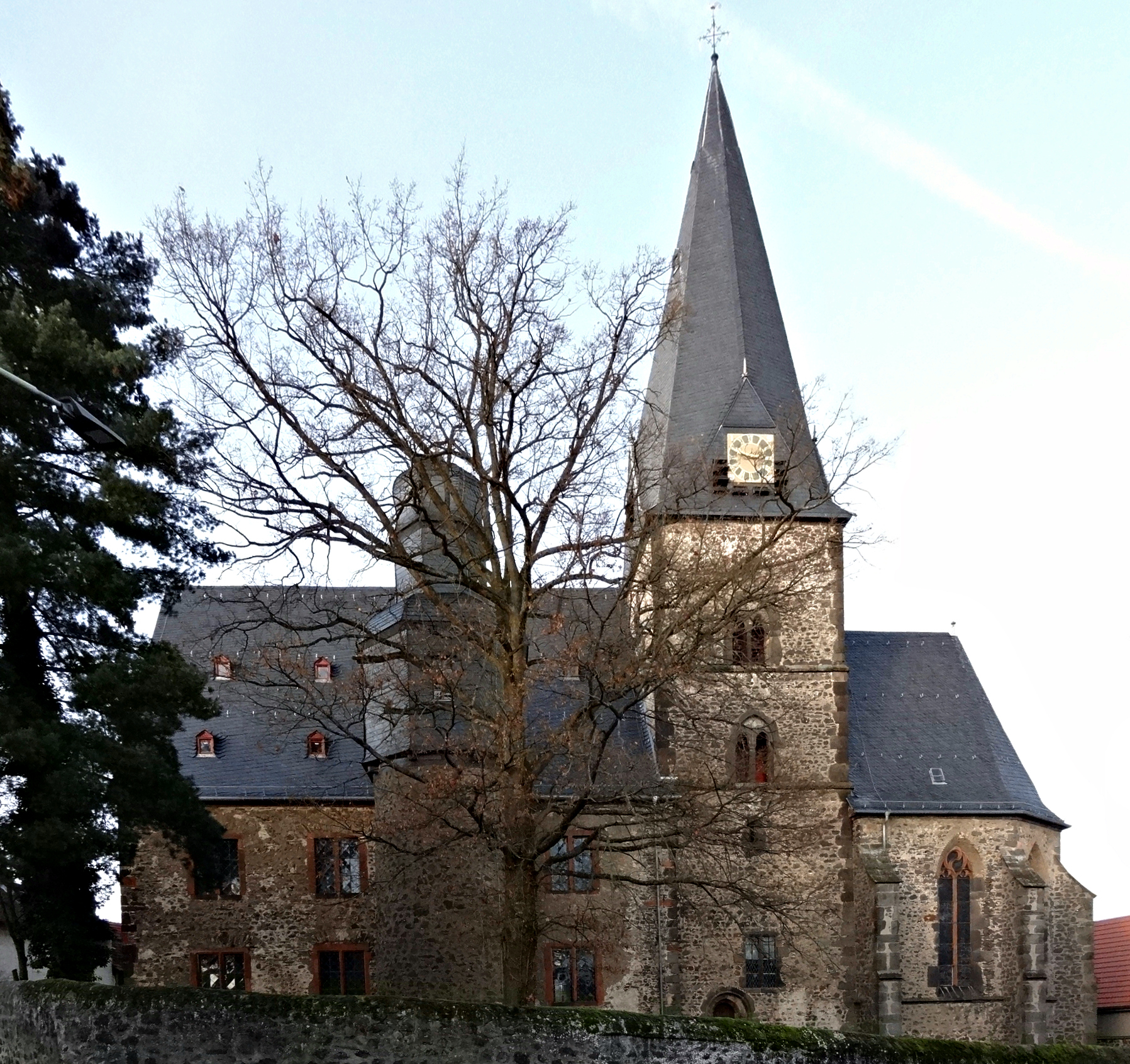
Südseite

Die annähernd geostete Kirche steht im Stadtzentrum südlich des Marktplatzes inmitten des alten Friedhofs. Als Baumaterial wurden Basalt-Bruchsteine verwendet, für die Eckquaderung Lungstein und für die Gewände der Fenster und Portale roter Sandstein.
Ältester Teil ist der Turm, der sich zwischen Chor und Schiff auf annähernd quadratischem Grundriss erhebt. Im unteren Teil ist das Mauerwerk 1,5 Meter stark. Das südliche Priesterportal weist auf die Funktion als Chorturm mit Altarraum hin. Das Rundbogenportal in einer Rundbogennische hat zwei romanische Ecksäulen mit Würfelkapitell, auf der Innenseite einen geraden Sturz und die romanischen Eisenbeschläge an den Flügeln. Östlich befindet sich ein zweiteiliges rechteckiges Fenster, das vor 1400 vergrößert und um 1600 mit Sandsteingewänden ausgestattet wurde. Im Turmraum ruht das einjochige Kreuzrippengewölbe auf Eckkonsolen und mündet in einen quadratischen Schlussstein. Gesimse gliedern den Turm in drei Geschosse unterschiedlicher Höhe. Der untere Teil hat an der Nordseite ein schmales romanisches Rundbogenfenster, das zur Sakristei hin zugemauert ist. Die beiden Obergeschosse sind von der Frühgotik geprägt und haben je vier gekuppelte Spitzbogenfenster in spitzbogigen Nischen. Aufgrund des Anbaus von Chor und Schiff sind die Fenster an der Ost- und Westseite zugemauert oder zerstört, aber noch nachweisbar. Abgeschlossen wird der Turm von einem verschieferten Helm, dessen vier hölzerne Dreieckgiebel in einen achtseitigen Spitzhelm übergehen. Das Dachwerk von Treppen- und Glockenturm stammt aus mittelalterlicher Zeit.
Der spätgotische Chor mit unregelmäßigem 3/8-Schluss ist mit einem neugotischen Rippengewölbe gedeckt, das seit 1907 eine flache Holzschalung ersetzt. Die Strebepfeiler aus der Erbauungszeit weisen darauf hin, dass der Chor ursprünglich über ein Gewölbe verfügte. Die großen, zweigeteilten Spitzbogenfenster sind alt, das Maßwerk mit Fischblasen und Rundbögen ist teilweise erneuert. Von der ursprünglichen halbrunden Apsis ist an alter Stelle der mit Blättern verzierte Knauf erhalten, in dem das Kegeldach einst endete.
Das alte Kirchenschiff nahm etwa die Breite des Turms ein und hatte ein niedrigeres Dach, dessen Schräge noch neben der Kanzel unter dem Putz erkennbar ist. Die rundbogige Nische in der östlichen Kirchenwand über dem Bogen bildete zu jener Zeit den Durchgang zum alten Dachboden. Das heutige Schiff mit Westgiebel ist in doppelter Breite auf rechteckigem Grundriss errichtet und schließt mit einem steilen Satteldach ab. Als Aufgang zu den Emporen und zum Dachstuhl des Schiffs, der als Fruchtspeicher diente, ist südlich ein Rundturm mit steinernen Wendeltreppen und zweigeschossigem Turmhelm mit Welscher Haube angebaut, der 1608 vollendet wurde. Das Schiff wird an den Langseiten durch gekuppelte rechteckige Fenster in zwei Ebenen belichtet. Im westlichen Giebeldreieck sind vier rechteckige Fenster zugemauert, unten wurden über dem Portal zwei neue Rechteckfenster eingebrochen. Das rundbogige Westportal trägt die Jahreszahl 1597, das Nordportal stammt aus dem 19. Jahrhundert, die beiden Windfänge mit Giebelfachwerk wurden im Jahr 1907 geschaffen.

## Ausstattung

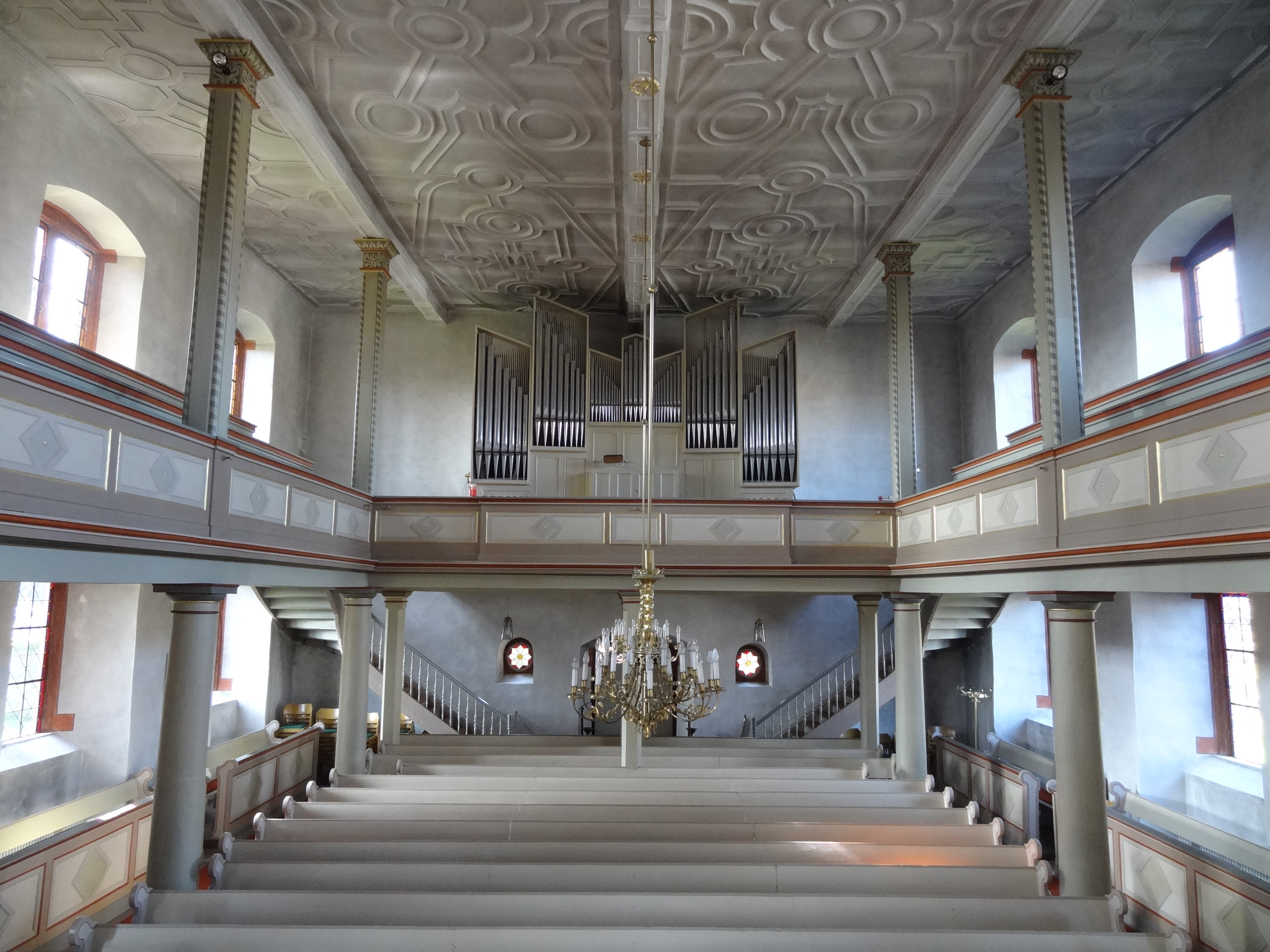
Langschiff mit Blick nach Westen

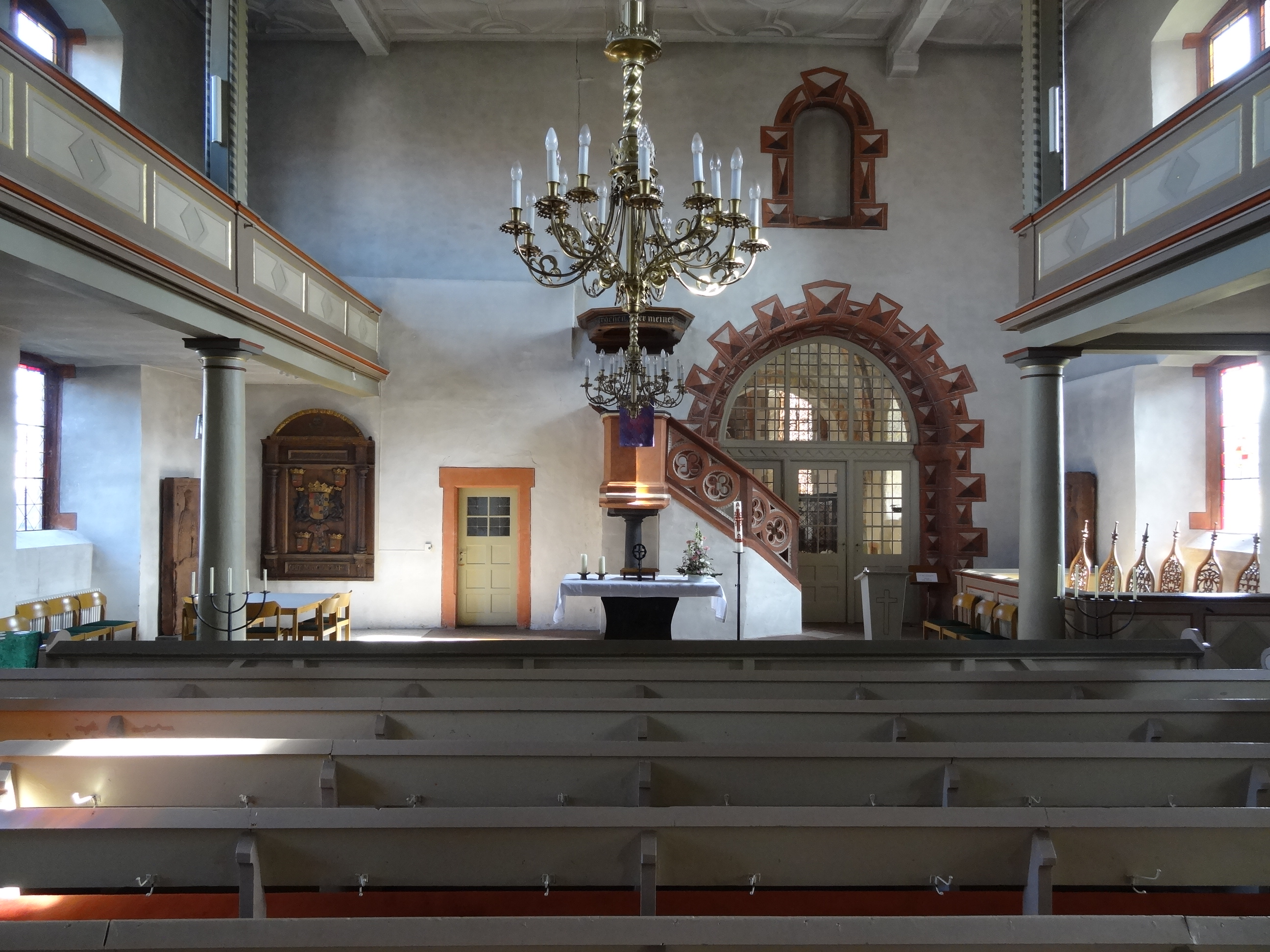
Richtung Osten

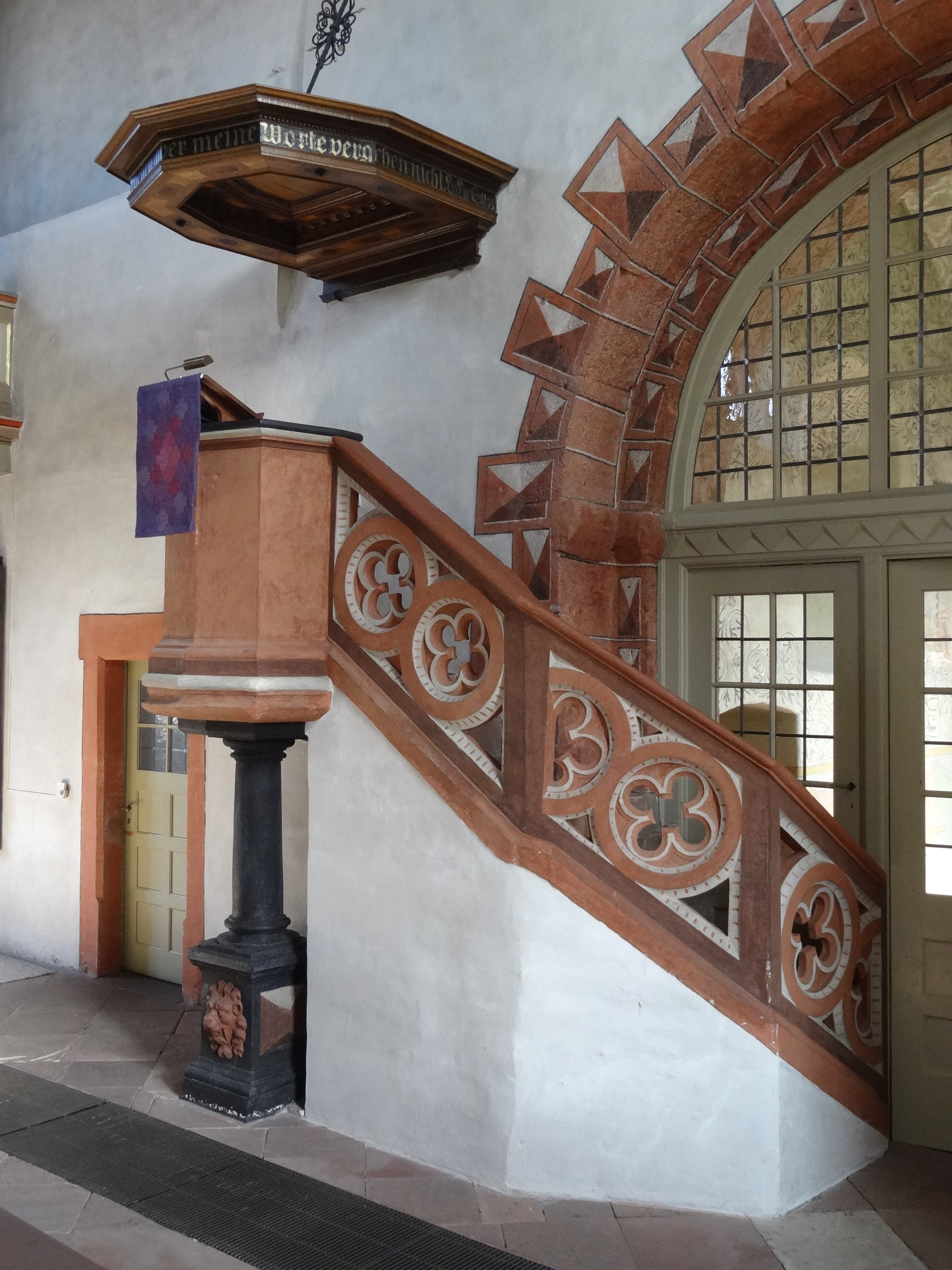
Kanzel

Der Innenraum wird von einer Flachdecke abgeschlossen, die von drei Unterzügen und geometrischem Stuckwerk gegliedert wird.
1907 wurden bei Renovierungsarbeiten durch die Maler Velte aus Nieder-Ramstadt und Kienzle aus Lich-Eberstadt Wandmalereien im Turmraum freigelegt, die um 1600 übertüncht worden waren. Sie zeigen im unteren Bereich des Triumphbogens zwischen Turm und Schiff rote Ranken mit Lilienblüten und achteckige graue Sterne (um 1400). An den Wandflächen und den Fensterlaibungen befindet sich schwarzes Rankenwerk, auf der südlichen Fensterlaibung sind figürliche Fresken aufgetragen (um 1450). In östlicher Richtung wird der Tod Marias dargestellt. Vor ihrem Bett kniet eine Frauengruppe, dahinter steht neben den Aposteln die heilige Barbara. Christus erscheint mit Krone und Heiligenschein als Himmelskönig und erhebt seine rechte Hand zum Segensgestus. Die engelhafte Gestalt auf seinem linken Arm symbolisiert die Seele Marias, die von Christus aufgenommen wird. Auf der gegenüberliegenden Seite zeigt Johannes der Täufer lebensgroß auf das Buch mit dem Lamm, was auf die Bibelstelle Joh 1,29  Bezug nimmt. An der Decke heben sich weiße Schlangenlinien und Sterne in verschiedener Größe von dem dunklen Hintergrund ab. Auf diese Weise wird der Himmel stilisiert dargestellt. Im oberen Teil des Triumphbogens befinden sich goldene Sterne zwischen dunklem Rankenwerk auf rosa marmoriertem Untergrund. Die rote Quadereinfassung der Südtür datiert von etwa 1600.
Ein schmiedeeisernes Gitter von 1679 trennt die Turmhalle vom spätgotischen Chor. Da der Chor nach der Reformation nicht mehr für den Gottesdienst benutzt wurde, diente er der Nebenlinie des Grafenhauses Solms-Hungen, das von 1592 bis 1678 seinen Sitz in Hungen hatte, als Grabkapelle. Seit 1961 wird der renovierte Chorraum als Kapelle für Kasualien benutzt. Die mit Wappen und Schriften geschmückten gräflichen Grabplatten wurden an den Wänden aufgestellt, der Boden ist mit Sandsteinplatten belegt. Die gotische Altarplatte mit Weihekreuzen wurde aus Berstadt übernommen. An der Ostwand ist ein reich ausgestattetes Epitaph von 1616 für Otto II. († 1610) von Solms-Hungen angebracht. Das dreiteilige Epitaph mit schwarzen Inschrifttafeln, die von geschmückten Pilastern flankiert werden, zeigt im oberen Teil das Wappen und ist überreich mit Beschlagwerk, Putten, Kriegern, Waffen und Engelköpfen im Stil des Manierismus verziert. Eine Sakramentsnische mit dem Solmser Löwen datiert von 1514. Vier der Bleiglasfenster im Chor, eine Stiftung des Hauses Solms-Braunfels, sind in Grisailletechnik mit Rosenmotiven und dem Solmser Löwen gestaltet. Ein buntes in der Mitte stellt die Auferstehung Christi dar. Die Auferstehungskomposition weicht von den üblichen Darstellungen ab; Christus mit der Siegesfahne ist nicht allein oder mit den Wächtern am Grab zu sehen, sondern mit einem in demütiger Haltung knienden Engel. Die Auferstehungsszene erinnert an die Funktion des Chors als Grabkapelle.
Die sechseckige steinerne Kanzel von 1606 auf der Mittelachse des Schiffes hat einen hölzernen, polygonalen Schalldeckel, auf den der Bibelvers aus Mt 24,35  gemalt ist: „Himmel und Erde werden vergehen, aber meine Worte vergehen nicht“. Stilistisch steht sie am Übergang von der Gotik zur Renaissance. Die steinerne Brüstung des Kanzelaufgangs weist als Maßwerk Kreise mit Vierpässen auf. Der Altartisch aus weiß-geädertem schwarzem Marmor auf geschweiftem Fuß wurde um 1830 geschaffen. Die dreiseitige Empore wurde 1874 in ähnlicher Konstruktion wie die alte Empore eingebaut. Sie ruht auf toskanischen Steinsäulen, die oben in viereckige, die Unterzüge stützende Holzpfosten übergehen. Das neugotische Gestühl des Fürstenstuhls stammt ebenfalls von dieser Innenrenovierung. Das hölzerne Epitaph für Graf Moritz fand an der Ostwand des Kirchenschiffs neben der Tür zur Sakristei Platz. Zwei Kronleuchter stammen aus dem 19. Jahrhundert und unterstreichen die axiale Ausrichtung des Schiffs. Der tschechische Maler Jiri Vlach schuf das abstrakte zeitgenössische Ölgemälde an der Südwand mit dem Titel Christusoffenbarung. Das Geschenk der örtlichen katholischen Gemeinde ist das einzige Gemälde in der reformierten Predigtkirche.

## Orgeln

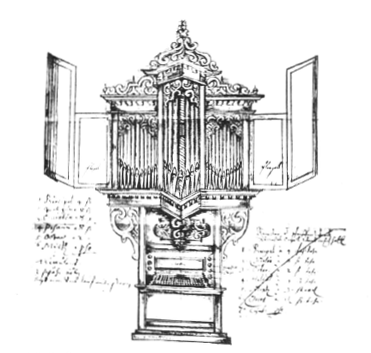
Wagner-Orgel von 1669

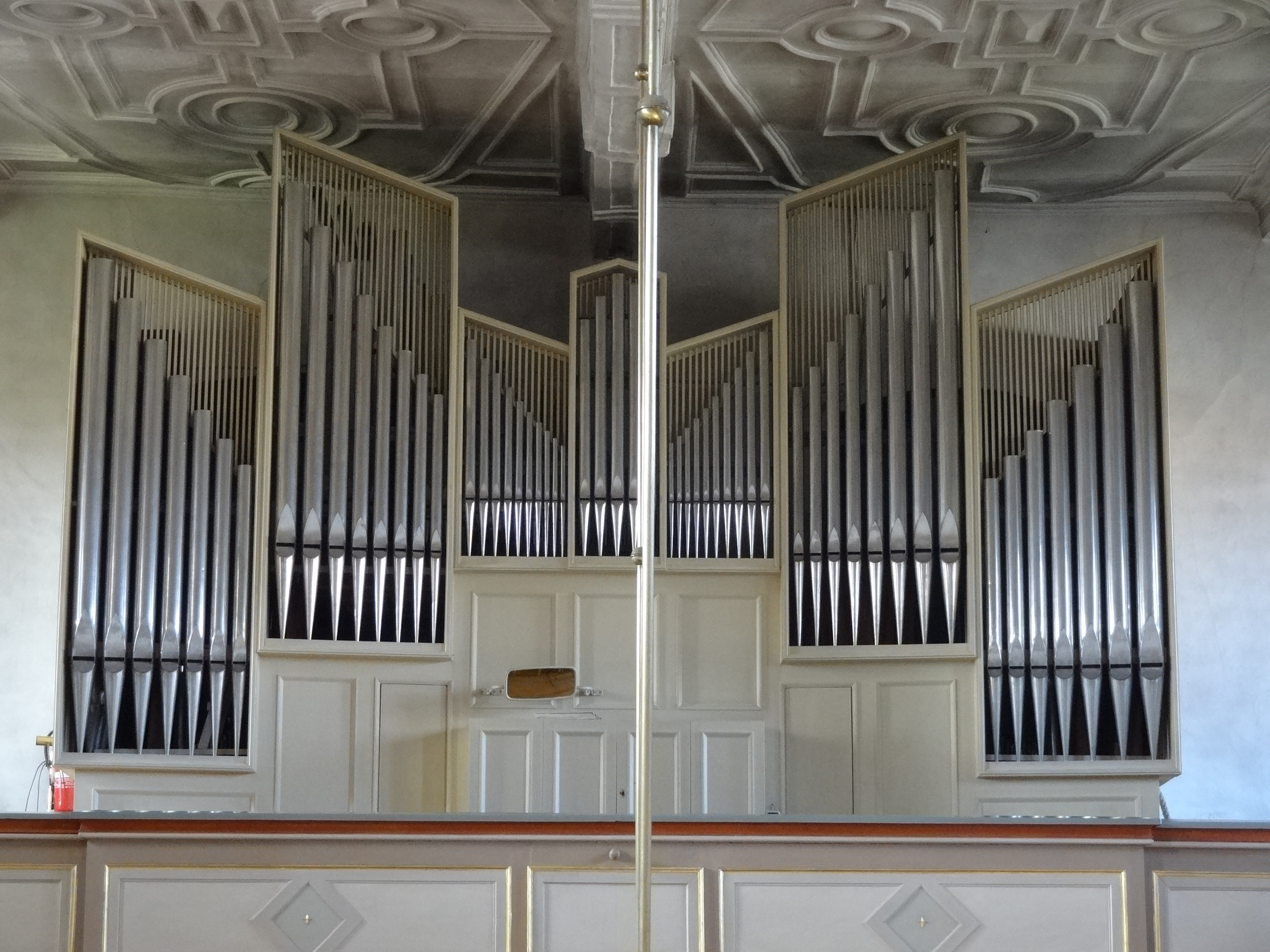
Rohlfing-Orgel

Bereits für das Jahr 1562 ist im Vorgängerbau eine neue Orgel nachgewiesen, die in das neue Langhaus übernommen wurde. Im Jahr 1669 schuf Georg Henrich Wagner aus Lich ein neues Werk mit sechs Registern, dessen Entwurfszeichnung erhalten ist. Das Instrument war anscheinend dem großen Raum nicht angemessen und wurde im Jahr 1703 an die Langsdorfer Kirche verkauft. Ein Orgelbauer Seiffert aus Homburg schuf im selben Jahr ein neues Werk mit etwa zehn Stimmen auf einem Manual, das 1879 durch ein zweimanualiges Werk von Johann Georg Förster mit 18 Registern ersetzt wurde.
Die Gebrüder Rohlfing erbauten die heutige Orgel im Jahr 1967 auf der Westempore für 75.000 DM. Im Jahr 1983 erfolgte eine Erweiterung. Der Prospekt ist in sieben Felder gegliedert. Die äußeren Pfeifenfelder steigen an der Oberseite in Form rechtwinkliger Trapeze nach außen hoch. Dahinter stehen 21 Register, die auf zwei Manuale und Pedal verteilt sind. Die neobarocke Disposition lautet wie folgt:
| I Hauptwerk C–g3 |       |
| Prinzipal        | 8′    |
| Rohrflöte        | 8′    |
| Oktave           | 4′    |
| Gemshorn         | 4′    |
| Blockflöte       | 2′    |
| Rauschpfeife II  | 2 ⁄3′ |
| Mixtur IV        |       |
| Trompete         | 8′    |

| II Positiv C–g3 |       |
| Holzgedeckt     | 8′    |
| Prinzipal       | 4′    |
| Metallgedackt   | 4′    |
| Spitzflöte      | 2′    |
| Quinte          | 1 ⁄3′ |
| Sesquialter II  | 2 ⁄3′ |
| Zimbel II       |       |
| Krummhorn       | 8′    |
| Tremulant       |       |

| Pedal C–f1  |     |
| Subbass     | 16′ |
| Oktave      | 8′  |
| Rohrgedackt | 4′  |
| Nachthorn   | 2′  |
| Posaune     | 16′ |

- Koppeln: II/I, I/P, II/P

Im Chorbereich steht ein kleines, transportables Orgelpositiv der Göttinger Firma Streichert, das über zwei Register verfügt (Gedackt 8′ aus Holz, Prinzipal 2′ aus Metall) und als Continuo-Instrument eingesetzt wird.

## Glocken
Der Turm beherbergt ein Dreiergeläut. Die größte Glocke wird im Volksmund als „Dicke Susanne“ (vermutlich verlesen von Sub anno) bezeichnet. Sie wird dem Kölner Gießer Delman Borger tzu hogen zugeschrieben, der sich erst in Haiger, dann in Hungen niederließ und teilweise mit Johann Bruwiller zusammen goss. Der Legende nach wurde sie während des Dreißigjährigen Krieges vergraben, war nach Kriegsende aber nicht mehr auffindbar, bis ein weidendes Schwein die Glocke wieder zutage förderte. Bei der Inschrift dienen kleine Rosetten als Worttrenner. Eine vierte Glocke von 1707 soll 1917 an die Rüstungsindustrie abgeliefert worden sein, war aber schon in einer Inventur von 1884 nicht vorhanden. Im Zweiten Weltkrieg wurde die zweite Glocke von 1697 abgeliefert, entging aber dem Einschmelzen und gelangte von einer Hamburger Glockensammelstelle wieder zurück nach Hungen. Die älteste Glocke mit den Namen der vier Evangelisten als Inschrift hat einen sehr modernen Teiltonaufbau und dient als Vaterunserglocke.
| Nr. | Gussjahr | Gießer, Gussort                    | Durchmesser (mm) | Höhe (mm) | Masse (kg) | Schlagton | Inschrift | Bild |
| 1   | 1452     | vermutlich Delman Borger in Hungen | 1380             | 1120      | 1.500      | e1        | „Sit aura pia dum rogat ista maria Est sua vox bam bam potens repellere sathan“ [Relief mit Jakobus dem Älteren mit Pilgerstab] „Tonitrum rompo mortuum defleo sacriligum“ [Relief mit Gregor dem Drachentöter] „voco S wipertus Sub anno dni M° cccc° lii°“ (Der Wind sei günstig, wenn diese Maria bittet: Ihre Stimme ist bambam, imstande Satan zu vertreiben. Ich breche den Donner, beweine den Toten, rufe den Gottlosen. Ich rufe den heiligen Wigbert im Jahr des Herrn 1452) |      |
| 2   | 1697     | Dilman Schmid, Aßlar               | 1010             | 940       | 800        | fis1      | „DIE SCHLAFFENDE WEK ICH DIE SVENDER SCHREK ICH DIE DOTTEN BEWEIN ICH DES JUENGSTEN GERICHTS ERINNERE ICH“ „in gottes namen flos ich dilman schmid von aslar gos mich“ „GOTFRID LEVBER KBM 1697“ |      |
| 3   | 1370er   | unbezeichnet                       | 800              | 740       | 300        | cis2      | „MAThEVS + LVCAS + MARCVS + IOHANNES +“ |      |